# Tisafernes
Tisafernes (hacia el 445 a. C.-395 a. C.), sátrapa persa de Lidia y Caria desde aprox. el 415 a. C.

## Contexto histórico
Tisafernes pertenecía a la alta nobleza persa. Su bisabuelo Hidarnes fue uno de los siete conspiradores que mataron al mago Gaumata facilitando el acceso de Darío I al trono.
Su carrera empezó en el año 415 a. C. al ser nombrado sátrapa de Lidia y Caria como recompensa por haber acabado con la rebelión que el anterior sátrapa Pisutnes mantenía contra el rey Darío II.

## Sus primeros pasos como sátrapa
Durante la guerra del Peloponeso, Esparta comprendió que nunca derrotaría a Atenas mientras esta dominara el mar. Necesitaba dinero para construir una flota. En el año 412 a. C. llegó a un acuerdo con Farnabazo II, sátrapa de la Frigia Helespóntica y Tisafernes, ya comandante en jefe del ejército persa en Asia Menor, a cambio de no intervenir más en defensa de las ciudades independientes griegas de Jonia, cosa que Atenas siempre había hecho. Los persas veían con buenos ojos esta colaboración, pues con ello pretendían acabar con la hegemonía naval de Atenas y de paso desgastar a ambos contendientes. Los griegos eran, al fin y al cabo, los enemigos más temidos por los persas.
Al poco, el ateniense Alcibíades tuvo que huir de Esparta refugiándose en casa de Tisafernes. Había seducido a la esposa del rey espartita Agis II, que ordenó matarlo al enterarse. Alcibíades convenció a Tisafernes durante su estancia con el sátrapa que la mejor política persa posible era la de mantener el equilibrio entre Esparta y Atenas. Además Tisafernes estaba enfrentado a Farnabazo, por lo que cada vez mostraba menos interés por ayudar a los espartiatas a pesar del acuerdo previo, tratando incluso de entablar tratos con Atenas haciendo doble juego.

## Relegado a un segundo plano por dos veces
Así pues, cuando en 408 a. C. el rey Darío II decidió que el respaldo a Esparta tenía que ir en aumento, envió a su propio hijo el príncipe Ciro el Joven al Asia Menor provisto de poderes especiales como nuevo sátrapa de Lidia y Capadocia y como responsable directo de las negociaciones con los griegos y para establecer una estrecha colaboración con Lisandro, nuevo comandante de la flota espartana, relegando a Tisafernes a la satrapía de Caria. La guerra terminó con la derrota ateniense, y al mismo tiempo, Ciro, Farnabazo y Tisafernes ocuparon las ciudades griegas de Jonia, con lo que se beneficiaron de la victoria espartana.
A la muerte de Darío II, Artajerjes II subió al trono y Tisafernes delató a Ciro en la corte por supuestas intrigas contra el rey, lo que llevó al príncipe a prisión.  Según Plutarco, "el resentimiento por su detención le hizo más ansioso del trono que antes." La posterior intervención de la madre de ambos, Parisátide, salvó a Ciro de su encarcelamiento, recuperando entonces su libertad, rango y gobierno de las ricas satrapías que había recibido de su padre, Lidia, Capadocia y Frigia. Este hecho relegó a Tisafernes a un segundo plano, manteniendo solo el control de las rentas de las ciudades griegas de Jonia, muy poco para un hombre que había sido con anterioridad sátrapa de Lidia y Caria.

## Su papel en la guerra civil
Con el deseo de venganza, pero también como excusa para armarse antes de iniciar sus planes de rebelión contra su hermano, Ciro invadió Jonia apoyándose en las defecciones de las mismas ciudades que quería arrebatar a Tisafernes, las cuales, hartas del despotismo del persa, prefirieron pasarse abiertamente al bando de Ciro. Solo en Mileto los partidarios de Tisafernes lograron organizar cierta resistencia, lo que aprovechó el antiguo sátrapa para enviar refuerzos a la ciudad con la esperanza de que si alargaba el tiempo de resistencia lo suficiente, podría comunicar al rey la invasión y convencerle de que ordenara al príncipe devolverle sus territorios. Sin embargo Tisafernes estaba equivocado ya que el rey no tenía ninguna intención de inmiscuirse en lo que consideraba un pequeño problema local, mientras le fueran llegando puntualmente los tributos de la región.
El continuo rearme de Ciro finalmente no pasó inadvertido a Tisafernes, quien adivinó las verdaderas intenciones del príncipe y avisó al rey.
Ciro y Artajerjes finalmente se encontraron en la Batalla de Cunaxa, muriendo el primero en el enfrentamiento. Tisafernes luchó en el lado del Gran Rey, y aunque su flanco quedó rápidamente desmantelado ante el ímpetu de los Diez Mil (mercenarios griegos hoplitas y peltastas), logró salvar la vida.

## El retorno a Asia Menor
Los mercenarios habían ganado militarmente la contienda, pero con la muerte de Ciro no quedaba nadie para pagarles y se encontraban muy adentrados en territorio hostil. En el viaje de regreso, Tisafernes y los suyos los seguían de cerca ya que él mismo volvía a Jonia para retomar el gobierno de sus satrapías. En un momento dado, Tisafernes traicionó una tregua previa establecida con Clearco, líder de los mercenarios, apresando al propio Clearco y a los otros generales griegos Próxeno, Menón, Agias y Sócrates, con la intención de llevarlos a Babilonia para que fueran juzgados. Los griegos se negaron a rendirse y los generales fueron ejecutados. Como recompensa por su lealtad, Artajerjes entregó a Tisafernes en matrimonio a una de sus hijas, y le repuso como gobernador de Lidia y comandante en jefe del ejército persa en Asia Menor. Jenofonte tomó entonces el mando de los mercenarios siguiendo la marcha hasta finalmente salir del Asia Menor, no sin ser permanentemente hostigados por Tisafernes durante el camino. El persa no podía hacer otra cosa sino “molestar” la marcha griega. No se atrevía a un enfrentamiento en toda regla después de ver el comportamiento de los mercenarios en Cunaxa.

## Guerra contra Esparta
Al llegar Tisafernes a Jonia inició una campaña de castigo contra las ciudades griegas de Jonia como represalia por el apoyo que habían dado a Ciro y por la demora o negativa de las mismas a entregar los tributos correspondientes al estado persa. Se reinició, pues, la guerra en el año 399 a. C.
Las ciudades griegas solicitaron ayuda de Esparta y tras el fracaso de la diplomacia, Esparta envió a Tibrón con 5500 hombres como ayuda a las ciudades griegas. Tibrón conquistó Magnesia pero fracasó ante Tralles. Tibrón llevó a cabo posteriormente una campaña en el valle del Caico, al sur de la Tróade, fracasando ante Larisa. La campaña en Caria, los pocos resultados obtenidos y la mala relación del Tibrón con los aliados llevaron a su destitución.
Dercílidas fue nombrado nuevo jefe de las fuerzas expedicionarias en Asia. Este aprovechó la desunión entre los sátrapas Tisafernes y Farnabazo, estableciendo un pacto de no agresión con el primero para poder realizar incursiones contra el segundo. Este hecho fue denunciado por Farnabazo a Artajerjes pues Tisafernes llegó a procurar suministros a Dercílidas como parte de su pacto. A Tisafernes le fue retirado el mando de la flota persa y su posición en la corte empezó a tambalearse. Sin embargo posteriormente, y debido a la posibilidad de que la campaña se recrudeciese por parte griega por las demandas de las ciudades jonias de atacar con firmeza a Tisafernes para que este acabara reconociendo la independencia de las mismas, el rey persa ordenó unificar los ejércitos de los dos sátrapas bajo el mando de Tisafernes. Este hecho produjo un impasse en la campaña, pues ni Dercílidas podía hacer nada contra un enemigo tan numeroso ni Tisafernes quería luchar por miedo a los griegos.
En Esparta, subió al trono Agesilao II apoyado por Lisandro. Agesilao decidió entonces acometer una gran empresa. La aventura de Los Diez Mil había revelado una fragilidad inesperada en el aparentemente poderoso Imperio Persa ya que un ejército griego desorientado había podido moverse libre por su territorio. Agesilao había perdido todo el temor a Persia, así que decidió dirigir una expedición contra ella. Partió llevando consigo a muchos de Los Diez Mil, entre ellos el propio Jenofonte.
Tisafernes tenía inicialmente miedo de Agesilao. Por eso intentó retrasar la llegada del espartiata diciendo que en breve el rey de Persia liberaría a las ciudades griegas de Jonia de sus obligaciones, pero tan pronto hubo reunido una fuerza lo suficientemente fuerte como para enfrentarse a Agesilao, marchó decididamente a la guerra.
Los preparativos de Agesilao se hicieron como si pretendiera invadir Caria pero realmente entró en Frigia, donde tomó ciudades, botín y esclavos por doquier. Tisafernes había sido completamente engañado. Agesilao le enseñó que romper un juramento ofende a los dioses y trae mala suerte, mientras que engañar a un enemigo en batalla no era sólo honorable sino también beneficioso y placentero. Agesilao volvió a Éfeso, su base de operaciones, para incrementar su fuerza de caballería y esperar a la siguiente campaña.
Corría el año 395 a. C. Agesilao hizo conocer sus intenciones de marchar contra Lidia. Tisafernes esta vez no fue engañado por el lacedemonio sino por sí mismo, ya que creyó que esta vez sí que marcharía contra la Caria. Sin embargo Agesilao hizo lo que había dicho que haría, marchar hacia Lidia contra Sardes sin oposición. Cuando Tisafernes advirtió el engaño, volvió sobre sus pasos, pero en la batalla fue ampliamente derrotado a orillas del río Pactolo, aunque Sardes no pudo ser tomada.

## Fin de Tisafernes
Esta nueva derrota significó la destitución y el fin de Tisafernes. La ocasión fue aprovechada por sus enemigos, en especial Parisátide, que le acusaron de traición. El nuevo sátrapa llegado a la zona, Titraustes, ejecutó a Tisafernes y envió su cabeza a Agesilao para intentar llegar a un acuerdo de paz.
Tisafernes había sido uno de los más leales servidores del rey, un noble verdadero. Sin embargo, durante su servicio se ganó la enemistad de dos fuerzas muy poderosas, Esparta y Parisátide, que al final le costaron la vida. El rey no hizo nada para proteger al hombre al que debía el trono.